# Louis de Gand de Merode de Montmorency
Louis de Gand de Merode de Montmorency (* 16. Juli 1678 in Lille; † 16. Juni 1767 in Paris), Prince d’Isenghien et de Masmines, war ein französischer Militär, der im Lauf seiner Karriere zum Marschall von Frankreich befördert wurde.

## Leben
Louis de Gand war der ältere Sohn von Jean Alphonse de Gand de Merode (1655–1687), 1. (französischer) Prince d’Isenghien (1678) und 2. (spanisch-niederländischer) Prince de Masmines, und Marie Thérèse de Crevant d’Humières, der Tochter des Marschalls Louis de Crevant, duc d’Humières.
Er war 2. Prince d’Isenghien, 3. Prince de Masmines, Reichsgraf, Graf von Middelburg, Merode, Oignies, und Vianden, Vizegraf von (Stadt und Burg) Ypern, Wahagnies und Ledringhem, Baron von Frentz, Croisilles, Ressegem, Glageon, Warneton etc., Seigneur de Lannoy, Woesten, Charleroi, Mehun etc.
1697 wurde er Colonel eines Infanterieregiments, am 2. April 1703 Brigadier. Am 20. September 1703 kämpfte er in der Schlacht bei Höchstädt. Am 20. März 1709 wurde er zum Maréchal de camp befördert und diente anschließend bis zum Frieden von Utrecht in der Flandernarmee.
Am 8. März 1718 wurde er zum Lieutenant-général des armées du Roi ernannt. Am 2. Februar 1724 wurde er zum Ritter im Orden vom Heiligen Geist ernannt, die Aufnahme erfolgte am 5. Juni. Im August des gleichen Jahres wurde er zum Lieutenant-général des Artois ernannt, im September 1725 Gouverneur von Arras.
Als Ergebnis eines zwei Jahrhunderte dauernden Erbstreits (1530 bis 1730) sprach König Ludwig XV. ihm einen Teil des Erbes von Philibert de Chalon zu.
Im April 1734 wurde er im Rang eines Lieutenant-général für die Deutschlandarmee berufen und nahm am Feldzug von 1735 teil. Am 11. Februar 1741 wurde er zum Marschall von Frankreich befördert.

## Ehen
Louis de Gand heiratete am 17. Oktober 1700 per Ehevertrag Philippine Luise Prinzessin von Fürstenberg (* 6. Mai 1680; † 16. Februar 1706), älteste Tochter von Fürst Anton Egon von Fürstenberg-Heiligenberg und Marie de Ligny; aus dieser Ehe stammt ein Sohn, der in jungen Jahren starb.
Am 20. Februar 1713 (oder 19. März 1713) heiratete er in zweiter Ehe Marie Louise Charlotte Pot de Rhodes (* um 1694; † 18. Januar 1715 im Kindbett im 21. Lebensjahr), Tochter von Charles Pot, Marquis de Rhodes, Großzeremonienmeister von Frankreich, und Anne Marie Thérèse de Simiane-Gordes (Haus Pot).
Per Ehevertrag vom 16. April 1720 heiratete er in dritter Ehe Marguerite Camille Grimaldi de Monaco (* 1. Mai 1700; † 27. April 1758), Tochter von Antoine Grimaldi, Fürst von Monaco, Herzog von Valentinois, und Marie de Lorraine-Armagnac.
Da er aus seinen drei Ehen keine Erben hatte, starb er am 16. Juni 1767 als letzter männlicher Angehöriger seiner Linie der Familie. Sein Besitz Lannoy und Lys ging an Guillaume Louis Camille Vilain de Gand († 1818), den letzten Marquis d’Hem und letzten männlichen Angehörigen der Gesamtfamilie. Die Fürstentümer Isenghien und Masmines (und die Domäne Arlay) gingen an seine Nichte Élisabeth-Pauline de Gand (1737–1794), die ältere Tochter seines Bruders Alexandre Maximilien Balthazar de Gand, Comte de Merode (1683–1759), die mit Louis-Léon de Brancas († 1824), Comte de Lauraguais, verheiratet war (Haus Brancas). Deren Tochter Pauline-Louise-Antoinette-Candide-Félicité de Brancas (1755–1812) heiratete Ludwig Engelbert von Arenberg (1750–1820), Herzog von Arenberg (Haus Arenberg).